# Volzhsk

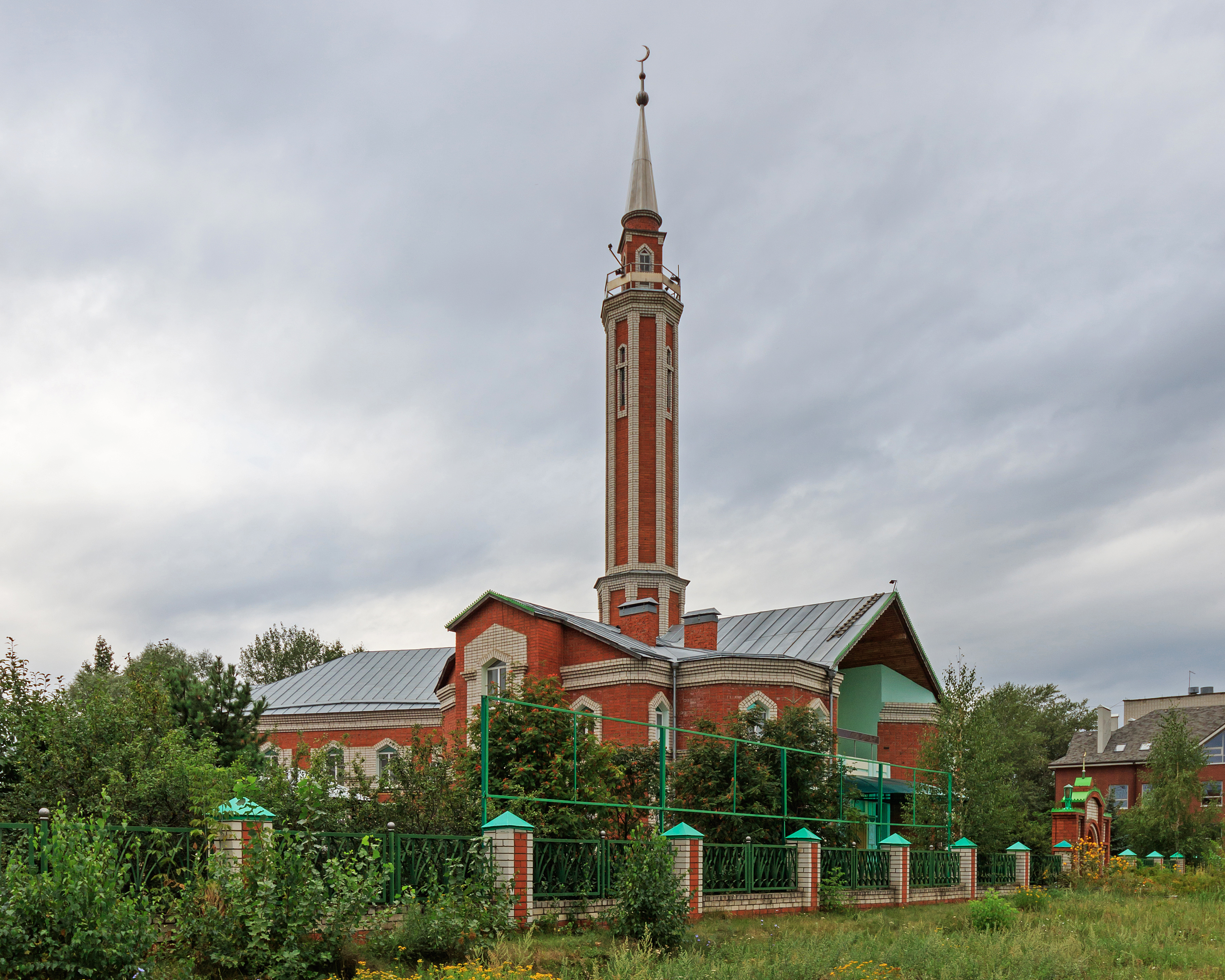
Nhà thờ Hồi giáo

Volzhsk (tiếng Nga: Волжск) là một thành phố Nga. Thành phố này thuộc chủ thể Cộng hòa Mari El. Thành phố có dân số 58.967 người (theo điều tra dân số năm 2002). Đây là thành phố lớn thứ 282 của Nga theo dân số năm 2002. Dân số qua các thời kỳ: 55,671 (Điều tra dân số 2010); 58,967 (Điều tra dân số 2002); 60,919 (Điều tra dân số năm 1989).